# 加拿大國防總部

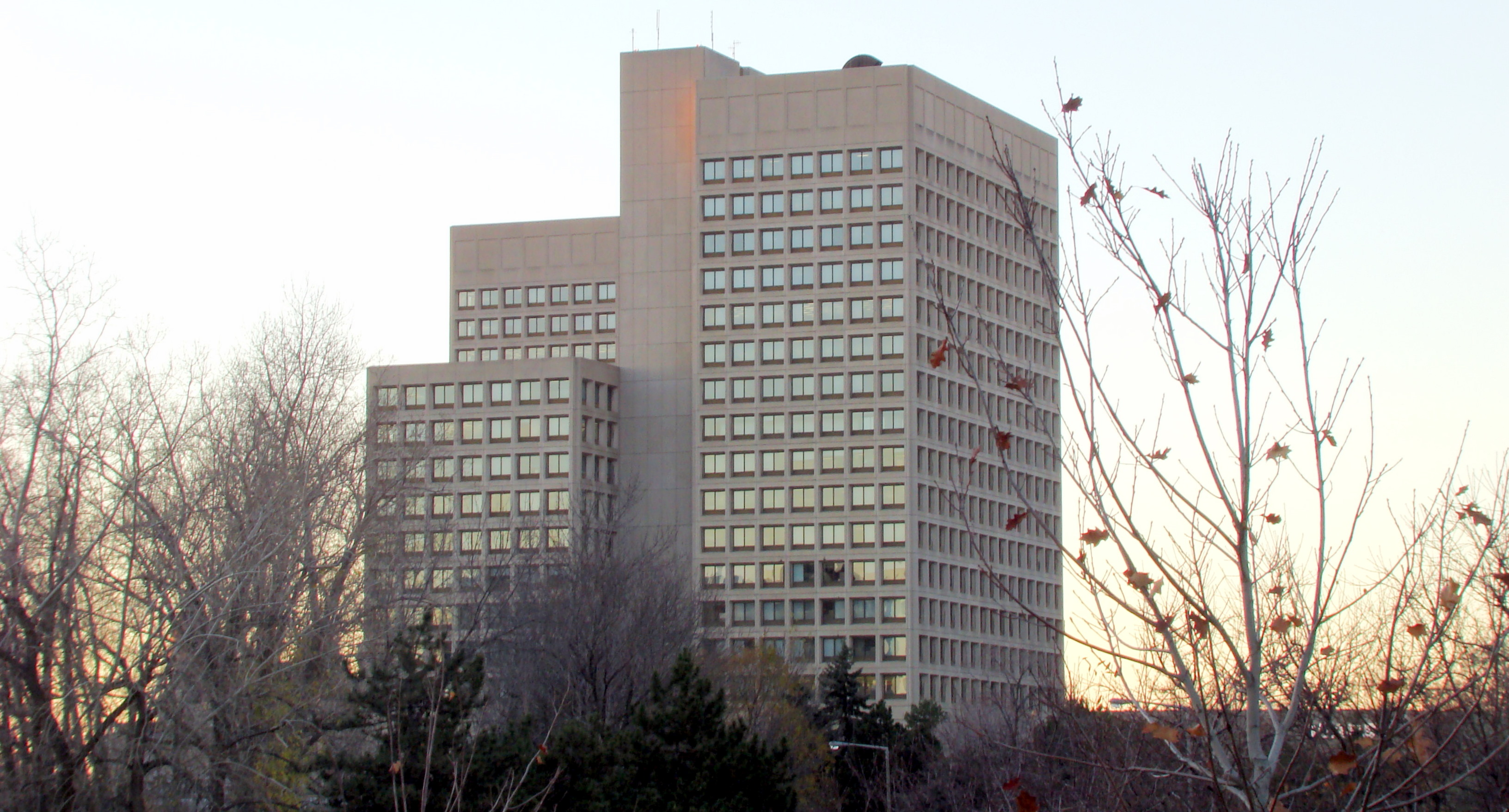
George R Pearkes少將大樓

國防總部（英語：National Defence Headquarters，NDHQ）是加拿大武裝部隊的軍事總部，位於安大略省渥太華George R Pearkes少將大樓。

## 結構
國防總部下轄：
- 加拿大皇家海軍
- 加拿大陸軍
- 加拿大皇家空軍
- 加拿大聯合作戰司令部
- 加拿大特種作戰部隊司令部

## 參謀長
國防參謀長（英語：Chief of the Defence Staff，CDS）是加拿大武裝部隊的最高軍職是國防參謀長，掌管國防總部。
前身為1951年到1964年時期的參謀長委員會主席，1964年，裁撤了參謀長委員會主席和三名參謀長（海軍參謀長、陸軍總參謀長、空軍參謀長）的職位，取而代之的是CDS職位。當時的國防部長保羅·赫勒在萊斯特·皮爾遜內閣提議的，新成立的國防參謀長將“領導加拿大的所有軍事力量，並由一個經過整合和重組的國防總部支持反映六歲的所謂的功能指令，更換11前服務命令。功能描述的是無地域和超越任何特定的服務或傳統的胳膊的命令”。